# كليفورد غولدستاين
كليفورد غولدستاين (بالإنجليزية: Clifford Goldstein)‏ هو مؤلف أمريكي، ولد في 1955 في ألباني في الولايات المتحدة.